# Partidos políticos de Polonia
Polonia cuenta con un sistema político multipartidista. Actualmente el Sejm, o parlamento polaco, tiene varios partidos políticos diferentes representados. 

## Historia
Desde la restauración de la democracia en 1991 con la caída del comunismo el multipartidismo floreció en Polonia.  Los partidos a la izquierda del espectro mayormente derivan de ex comunistas transformados en socialdemócratas mientras que los partidos a la derecha a menudo derivan del sindicato Solidaridad que lideró la lucha anticomunista.  Polonia es uno de los países más conservadores de Europa y los movimientos nacionalistas, socialmente conservadores y euroescépticos tienen mucha fuerza.
El sentimiento popular de que la excesiva existencia de partidos políticos en el Parlamento dificulta el logro de acuerdos y la mala imagen que el término «partido» tiene, hace que la mayoría de partidos políticos polacos excluyen la palabra del nombre, usando alternativas como «alianza», «movimiento», «liga», etc.

## Partidos con representación parlamentaria o que la tuvieron
| Partido | Partido                                   | Posición en el espectro | Ideología                                                                     | Líder                     | Escaños en el Sejm (de 460) | Afiliación Internacional                                    |
| ------- | ----------------------------------------- | ----------------------- | ----------------------------------------------------------------------------- | ------------------------- | --------------------------- | ----------------------------------------------------------- |
|         | Plataforma Cívica                         | Centroderecha           | Conservadurismo, democracia cristiana, liberalismo                            | Grzegorz Schetyna         | 134                         | Partido Popular Europeo                                     |
|         | Ley y Justicia                            | Derecha/Extrema Derecha | Conservadurismo nacionalista, democracia cristiana, clericalismo              | Jarosław Kaczyński        | 235                         | Conservadores y Reformistas Europeos                        |
|         | Alianza de la Izquierda Democrática       | Centroizquierda         | Socialdemocracia, socialismo democrático, socioliberalismo, Europeísmo        | Leszek Miller             | 49 (Compartido)             | Partido Socialista Europeo                                  |
|         | Primavera                                 | Centroizquierda         | Socioliberalismo, Secularismo, Europeísmo, Ecologismo, Feminismo, Progresismo | Robert Biedroń            | 49 (Compartido)             | Grupo de la Alianza Progresista de Socialistas y Demócratas |
|         | Partido Popular Polaco                    | Centroderecha           | Democracia cristiana, agrarismo                                               | Władysław Kosiniak-Kamysz | 30                          | Partido Popular Europeo                                     |
|         | Confederación de Libertad e Independencia | Extrema derecha         | Nacionalismo, Euroescepticismo, Liberalismo conservador, Ultraconservadurismo | Janus Korwin Mikke        | 11                          | No adscrito                                                 |
|         | Comité Electoral de la Minoría Alemana    | Centroderecha           | Conservadurismo social, EuropeísmoDemocracia Cristiana, Regionalismo          | Ryszard Galla             | 1                           | No adscrito                                                 |
|         | Polonia es lo más importante              | Derecha                 | Euroescepticismo, conservadurismo social                                      | Zbigniew Ziobroi          | 0                           | Conservadores y Reformistas Europeos                        |
|         | Polonia Junta                             | Derecha                 | Conservadurismo liberal                                                       | Jaroslaw Gowin            | 0                           |                                                             |
|         | Congreso de la Nueva Derecha              | Derecha                 | Euroescepticismo, libertarismo                                                | Michał Marusik            | 0                           |                                                             |
|         | Movimiento Palikot                        | Centro/Centroizquierda  | Socialdemocracia, progresismo, anticlericalismo, Socioliberalismo             | Janusz Palikot            | 0                           |                                                             |